# 87
Năm 87 là một năm trong lịch Julius. 